# 宗岡閘門
宗岡閘門（むねおかこうもん）は、埼玉県北足立郡足立町（現志木市）の新河岸川にあった閘門である。

## 概要
1910年の関東大水害の際に荒川から逆流した新河岸川の水が上流から流れ込む濁流と併せ溢れ、沿岸に甚大な被害をもたらした。このことから翌1911年から荒川改修事業が計画された。また、新河岸川についても沿岸市町村による新河岸川改修同盟の運動の結果, 1921年からの9か年継続事業として新河岸川の改修工事が計画され、その一環として宗岡閘門が建設された。洪水防御の他に江戸時代から続く舟運等の船舶航行も必要とされ、いろは橋下流28間(50.9m) の地点に閘門及び洗堰を新設した。

## 歴史
- 1906年（明治39年）12月10日 - 新河岸川改修を県に請願。志木町は改修反対の請願を行う。（舟運の関係から）
- 1921年（大正10年）9月2日 -　新河岸川改修事務所が志木町に設置される。
- 1922年（大正11年）12月13日 - 宗岡村で新河岸川改修工事起工式が行われる。
- 1928年（昭和3年）3月3日 - 宗岡閘門及び洗堰工事着工。
- 1929年（昭和4年）10月31日 - 宗岡閘門及び洗堰竣工。
- 1930年（昭和5年）11月13日 - 新河岸川改修工事の竣工式挙行。
- 1931年（昭和6年）11月13日 - 埼玉県の通船停止令により、新河岸川の舟運が終了する（この頃から宗岡閘門からいろは水門へと名称が変更されたと考えられる）。
- 1980年（昭和55年）1月29日 - いろは水門が撤去される。

## 閘門と洗堰

### 閘門
基礎杭として長さ18尺(5.5m)～35尺(10.6m) の松丸太を使用。主体構造は全て鉄筋コンクリート造で通船幅19尺8寸(6.0m), 閘室（船が上下する部分）有効長85尺(25.8m). その扉は前後各2枚の鋼鉄製観音開き型とし、扉1枚の重量は約1,200貫(4.5t). この開閉は人力により1回の通船操作時間は約20分。閘門の大きさは航行する各船種に対し充分安全であり、更に将来の船体拡大を見越したものであった。

### 洗堰
平常時流量の全部を洗堰により堰き止め溢流させることにより、上流低水路の水位上昇を図っていた。堰による揚水位は低水時3尺8寸(1.15m) で、直接影響区域は4,400間(8.0km) に達した。又、洪水時には堰扉を全開にし低水路及び左岸側高水路にて最大流量を流す。洗堰は1か所の通水幅11尺(3.3m), 中央高14尺4寸(4.4m) のアーチ形が3連続した鉄筋コンクリート造で、基礎には長さ35尺(10.6m) の松丸太を使用。扉は幅12尺(3.6m), 高さ6尺(1.8m), 重量450貫(1.7t) の鋼鉄製引き揚げ扉で人力によって上下させていた。

## 呼び名
- 宗岡閘門（むねおかこうもん）…完成当時の名称。
- いろは水門（いろはすいもん）…新河岸川の舟運が廃止された時に以下二つの名前になったと思われる。
- 宗岡水門（むねおかすいもん）

## 参考資料
- 志木市立郷土資料館資料
- 志木市歴史年表
- 志木市史 通史編　下